# Especie pionera

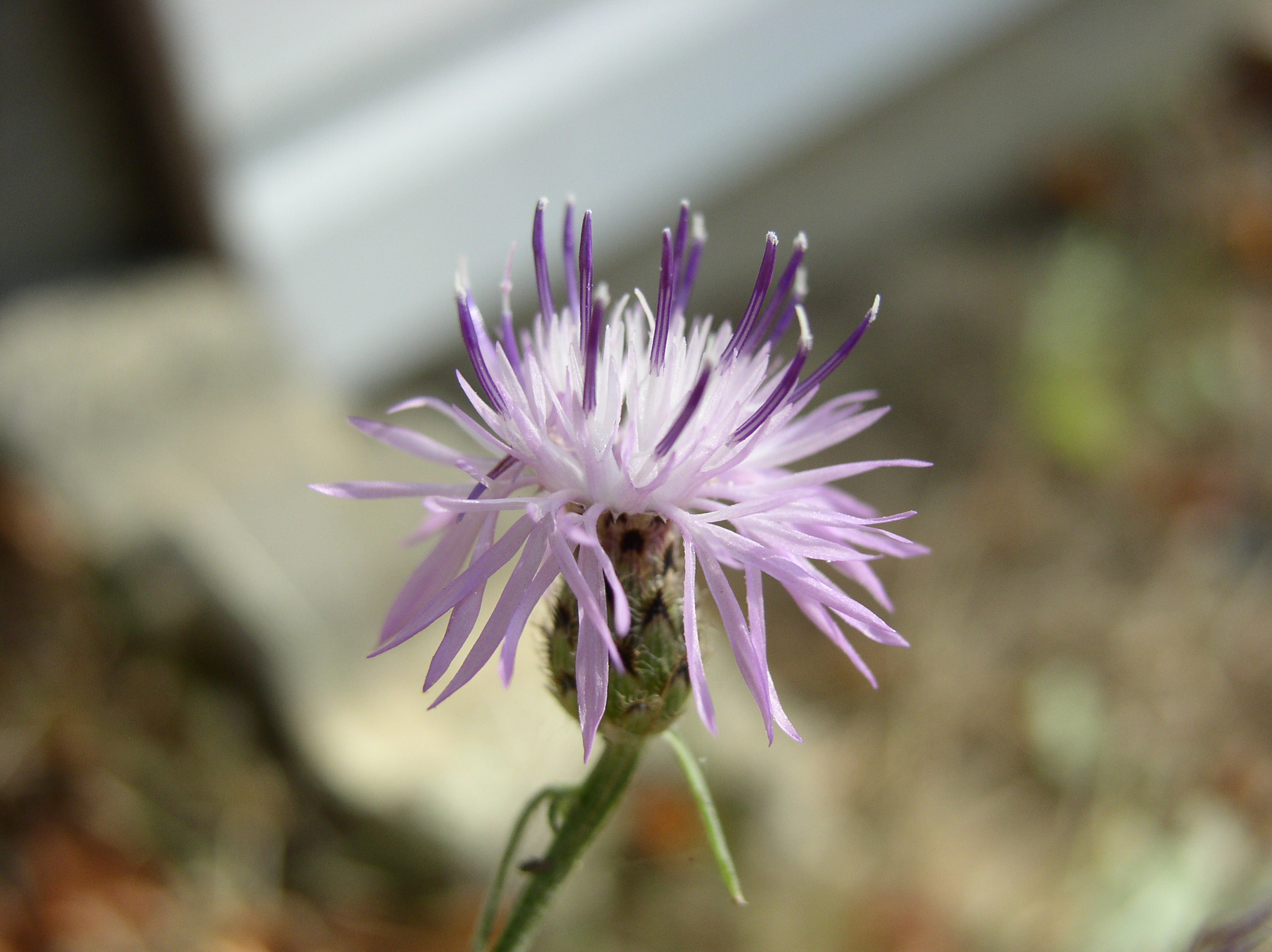
Centaurea maculosa, un ejemplo de especie pionera

Una especie pionera es una especie rústica o resistente que es una de las primeras en colonizar ambientes desolados (capas de lava, nuevas islas, etc.) o que eran originalmente biodiversos pero que han sido alterados, por ejemplo por incendios o volcanes. Algunos líquenes crecen sobre rocas carentes de suelo, así muchos son las primeras formas de vida en un lugar; crean un hábitat adecuado para plantas al fragmentar la roca y crear suelo.
Las plantas pioneras tienen adaptaciones para poder aprovechar los suelos pobres, carentes de nutrientes de tierras no colonizadas. Estas incluyen raíces largas, nódulos con bacterias fijadoras de nitrógeno y hojas que aprovechan la transpiración.
Es de notar que generalmente las especies pioneras son especies fotosintéticas, ya que no hay otro recurso de energía fuera de la energía de la luz solar en los primeros estadios de la sucesión ecológica. Además tienden a ser plantas polinizadas por el viento, no por insectos, ya que estos pueden estar ausentes. Suelen ser de reproducción asexual la cual es más favorable a la rápida multiplicación de la especie.
Las especies pioneras son el primer paso de la sucesión ecológica. Las plantas muertas van creando detritos, que van formando nuevo suelo disponible para la sucesión secundaria y nutrientes para peces pequeños y para plantas acuáticas en los lugares acuáticos vecinos.

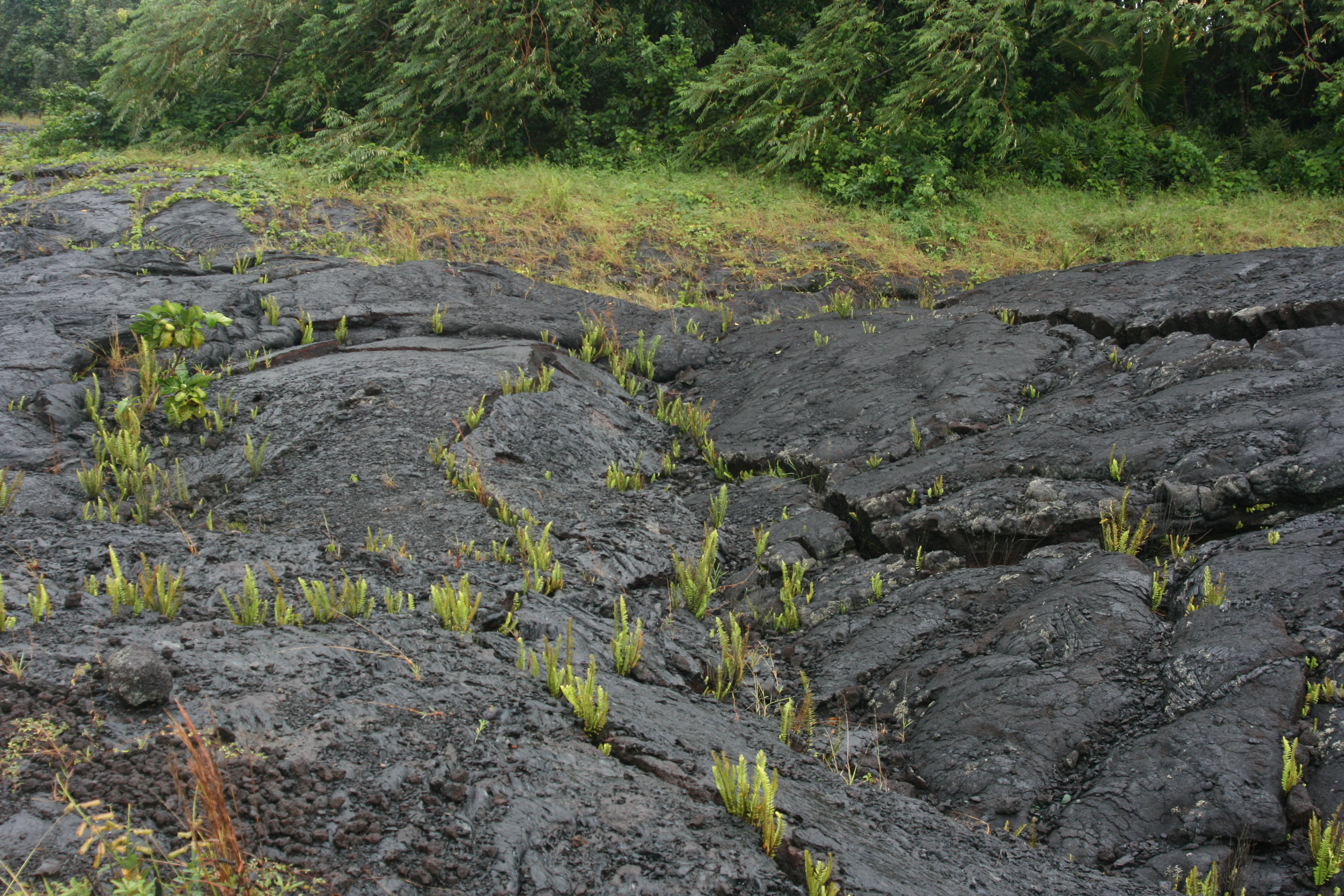
Plantas pioneras creciendo en grietas de capas de lavas de una erupción reciente en la isla de Hawái.

Ejemplos de plantas y otros organismos que colonizan áreas desoladas
- Arenas - Leymus arenarius
- Lava solidificada - en Hawái: Polystichum munitum, ‘ōhi‘a lehua (Metrosideros polymorpha), ‘ohelo (Vaccinium reticulatum) y ‘āma‘u (Sadleria cyatheoides);[4] on Surtsey: lichen (Stereocaulon vesuvianum and Placopsis gelida) y musgo (Racomitrium ericoides);[5] algas verdes
- Zonas alteradas por construcción, carreteras nuevas, tierras cultivadas - Buddleja davidii, Tagetes minuta, Bidens pilosa, Argemone mexicana

El diagram muestra como las especies pioneras llevan a la formación de suelo y permiten que fauna pueda vivir en la zona. 1. Rocas desnudas. 2. Desgaste permite que especies pioneras crezcan en las rocas. Descomposición provocada por las especies pioneras proporciona materia orgánica para hacer suelo. 4. Plantas anuales pequeñas pueden crecer en el suelo. 5. A medida que la capa de suelo crece, los árboles pueden colonizar la zona.

- Arcilla - Orquídeas
- Montañas - Líquenes

## Fauna pionera
La fauna pionera puede colonizar una zona solo después que se hayan establecido una flora y hongos. La fauna del suelo, desde protistas microscópicos hasta invertebrados de diversos tamaños tienen un papel en la formación del suelo y el ciclo de nutrientes. Las bacterias y los hongos son los grupos más importantes en la desintegración de los detritos orgánicos dejados por las plantas autotróficas, como musgos y algas. Los invertebrados del suelo estimulan la actividad de los hongos al fragmentar los detritos. A medida que el suelo se desarrolla, las lombrices y hormigas alteran las características del suelo. Los túneles airean el suelo y los hormigueros redistribuyen las partículas de sedimentos.
Si bien, en general, los vertebrados no son considerados pioneros, hay algunas excepciones. El sapo corredor (Epidalea calamita) es un especialista de hábitats abiertos, con escasa vegetación que suelen ser característicos de los primeros estadios de la sucesión ecológica.

## Sucesión secundaria y especies pioneras
También se pueden encontrar especies pioneras en la sucesión secundaria, como en ecosistemas establecidos después que han sufrido una perturbación ecológica como incendios forestales o deforestación por tala de árboles o inundaciones o sobrepastoreo. Recolonizan las zonas afectadas rápidamente cubriéndolas con nueva vegetación.
Ejemplos de plantas en tales áreas:
- Rubus spp.
- Ericaceae spp.
- Gramíneas, forbias, y flores silvestres nativas e introducidas, también especies invasoras.[8]